# Atlantis Airlines (Estados Unidos)
Atlantis Airlines foi uma companhia aérea fundada em 1978 com sede em Utah, EUA.
A companhia aérea operou aeronaves turboélice nos Estados Unidos durante a década de 1980, prestando serviços como Eastern Express em nome da Eastern Air Lines. A companhia aérea operou as aeronaves British Aerospace BAe Jetstream 31, de Havilland Canada DHC-6 Twin Otter e Fairchild Swearingen Metroliner, bem como o Piper Navajo em operações regulares de passageiros no sudeste dos EUA.
Em 1980 a Atlantis Airlines adquiriu a Air Carolina.